# Raúl Fernández (basquetebolista)
Raúl Fernández Robert (Cidade do México, 17 de setembro de 1905 - Cidade do México, 4 de setembro de 1982) foi um basquetebolista mexicano que integrou a Seleção Mexicana que conquistou a Medalha de Bronze na disputa dos XI Jogos Olímpicos de Verão em 1936 realizados em Berlim na Alemanha Nazi.